# Канандейгуа (місто, Нью-Йорк)
Канандейгуа (англ. Canandaigua) — місто (англ. city) в США, в окрузі Онтаріо штату Нью-Йорк. Населення — 10 576 осіб (2020).

## Географія
Канандейгуа розташована за координатами 42°53′20″ пн. ш. 77°16′49″ зх. д. / 42.88889° пн. ш. 77.28028° зх. д. (42.888999, -77.280321).  За даними Бюро перепису населення США в 2010 році місто мало площу 12,55 км², з яких 11,90 км² — суходіл та 0,65 км² — водойми.

### Клімат
| Клімат : Канандейгуа    | Клімат : Канандейгуа | Клімат : Канандейгуа | Клімат : Канандейгуа | Клімат : Канандейгуа | Клімат : Канандейгуа | Клімат : Канандейгуа | Клімат : Канандейгуа | Клімат : Канандейгуа | Клімат : Канандейгуа | Клімат : Канандейгуа | Клімат : Канандейгуа | Клімат : Канандейгуа | Клімат : Канандейгуа |
| Показник                | Січ.                 | Лют.                 | Бер.                 | Квіт.                | Трав.                | Черв.                | Лип.                 | Серп.                | Вер.                 | Жовт.                | Лист.                | Груд.                | Рік                  |
| Середній максимум, °C   | 1                    | 2                    | 6                    | 13                   | 20                   | 25                   | 27                   | 26                   | 22                   | 16                   | 9                    | 3                    | 14,2                 |
| Середня температура, °C | −3                   | −3                   | 2                    | 8                    | 14                   | 19                   | 22                   | 21                   | 17                   | 11                   | 6                    | −1                   | 9,5                  |
| Середній мінімум, °C    | −8                   | −7                   | −3                   | 2                    | 8                    | 14                   | 17                   | 16                   | 12                   | 6                    | 1                    | −4                   | 4,6                  |
| Норма опадів, мм        | 46.0                 | 41.9                 | 64.0                 | 79.2                 | 75.2                 | 88.9                 | 96.5                 | 81.8                 | 85.3                 | 75.9                 | 71.6                 | 56.4                 | 862.7                |
| ----------------------- | -------------------- | -------------------- | -------------------- | -------------------- | -------------------- | -------------------- | -------------------- | -------------------- | -------------------- | -------------------- | -------------------- | -------------------- | -------------------- |
| Джерело:                |                      |                      |                      |                      |                      |                      |                      |                      |                      |                      |                      |                      |                      |

## Демографія
Згідно з переписом 2010 року, у місті мешкало 10 545 осіб у 4789 домогосподарствах у складі 2470 родин. Густота населення становила 840 осіб/км².  Було 5203 помешкання (414/км²).
Расовий склад населення:
| - 95,1 % — білих - 1,8 % — чорних або афроамериканців - 0,7 % — азіатів - 0,3 % — корінних американців |

До двох чи більше рас належало 1,7 %. Частка іспаномовних становила 2,0 % від усіх жителів.
За віковим діапазоном населення розподілялося таким чином: 20,2 % — особи молодші 18 років, 60,7 % — особи у віці 18—64 років, 19,1 % — особи у віці 65 років та старші. Медіана віку мешканця становила 42,5 року. На 100 осіб жіночої статі у місті припадало 88,8 чоловіків;  на 100 жінок у віці від 18 років та старших — 84,6 чоловіків також старших 18 років.
Середній дохід на одне домашнє господарство  становив 65 505 доларів США (медіана — 43 185), а середній дохід на одну сім'ю — 84 263 долари (медіана — 60 775). Медіана доходів становила 46 167 доларів для чоловіків та 36 889 доларів для жінок. За межею бідності перебувало 15,4 % осіб, у тому числі 18,6 % дітей у віці до 18 років та 11,3 % осіб у віці 65 років та старших.
Цивільне працевлаштоване населення становило 5191 особа. Основні галузі зайнятості: освіта, охорона здоров'я та соціальна допомога — 32,4 %, роздрібна торгівля — 12,8 %, мистецтво, розваги та відпочинок — 12,8 %.